# Franco Lovignana
Franco Lovignana (Aosta, 22 november 1957) is een Italiaans geestelijke en bisschop van de Rooms-Katholieke Kerk.
Lovignana bezocht het diocesaan seminarie van Aosta en werd op 21 juni 1981 priester gewijd. Hij studeerde vervolgens nog enige tijd theologie in Rome.
Hij begon zijn kerkelijke loopbaan als kapelaan in Rhêmes-Notre-Dame en Rhêmes-Saint-Georges.
Paus Benedictus XVI benoemde hem daags na zijn 61ste verjaardag tot bisschop van Aosta als opvolger van Giuseppe Anfossi die met emeritaat ging.
Lovignana werd bisschop gewijd op 18 december 2011 door aartsbisschop Cesare Nosiglia.